# 耶律義先
耶律義先（やりつ ぎせん、1011年 - 1052年）は、遼（契丹）の軍人・政治家。

## 経歴
南府宰相・燕王耶律瓌引の次男として生まれた。于越耶律仁先の弟にあたる。容姿が美しく、態度がおごそかであった。重熙初年、祗候郎君班詳穏に補任された。重熙13年（1044年）、興宗が西征すると、義先は十二行乣都監をつとめて戦功を挙げ、南院宣徽使に転じた。
ときに蕭革が同知枢密院事として専権をふるっていたので、義先はこれを憎んで興宗に訴えたが、聞き入れられなかった。別の日に興宗が宴席で群臣とすごろくをして、負けた者は罰杯を飲むこととなった。義先は蕭革と向かい合ったので、憮然として「臣は賢者を進めて不肖をしりぞけることができないとはいえ、どうして国賊とすごろく遊びができようか」と言った。興宗は「卿は酔っているのだ」と止めたが、義先はののしってやまなかった。興宗は激怒したが、皇后のとりなしで事なきをえた。翌日、興宗は「義先は無礼なので、左遷すべきだろう」と言ったが、蕭革が「義先はもともと忠実な人物であって、いま酒による失敗があったとしても、誰が過ちをとがめましょうか」と答えたので、興宗は蕭革を忠実な人物と評して、ますます信任した。義先は鬱屈して楽しまなかったが、朝議や政務の上で妨害されることはなかった。再び興宗の前ですごろくがあり、義先は1位を取ってみせたので、興宗は驚いた。
重熙16年（1047年）、義先は殿前都点検となった。重熙17年（1048年）、行軍都部署となり、蒲奴里を攻撃した。重熙18年（1049年）、蒲奴里の首長の陶得里を捕らえて凱旋した。功績により南京統軍使に転じ、武昌郡王に封じられた。統軍司の余剰金を貧民にふるまうよう上奏した。兵器を充実させ、民力の休養につとめた。重熙21年（1052年）、惕隠に任じられ、富春郡王に進んで、死去した。享年は42。清寧9年（1063年）、許王の位を追贈された。
弟に耶律信先があった。

## 伝記資料
- 『遼史』巻90 列伝第20